# The Wörld Is Ours Vol. 1 – Everywhere Further Than Everyplace Else
A The Wörld Is Ours Vol. 1 – Everywhere Further Than Everyplace Else videó a brit Motörhead zenekar 2011-ben kiadott koncertfilmje, melyet a The Wörld Is Yours album turnéján rögzítettek Chileben, New Yorkban és Manchesterben. A film klasszikus fekete-fehér stílusban készült Sam Dunn (Banger Films) rendezésében. A videó DVD és Blu-ray formátumban jelent meg. A limitált változat két bónusz CD-n a koncertfilm hanganyagát is tartalmazza.

## Tartalom
- Live in Santiago de Chile (90 min.)

1. We Are Motörhead
2. Stay Clean
3. Get Back in Line
4. Metropolis
5. Over the Top
6. One Night Stand
7. Rock Out
8. The Thousand Names of God
9. I Got Mine
10. I Know How to Die
11. The Chase Is Better Than the Catch
12. In the Name of Tragedy
13. Just 'Cos You Got the Power
14. Going to Brazil
15. Killed by Death
16. Ace of Spades
17. Overkill

- Interview (9 min.)
- Live in New York (20 min.)

1. Rock Out
2. The Thousand Names of God
3. Killed by Death (feat. Doro & Todd Youth)

- Interview (23 min.)
- Live in Manchester (25 min.)

1. We Are Motörhead
2. Stay Clean
3. Be My Baby
4. Get Back in Line
5. I Know How to Die
6. Born to Raise Hell (feat. Michael Monroe)

- Interview (12 min.)

## Közreműködők
- Ian 'Lemmy' Kilmister – basszusgitár, ének
- Phil Campbell – gitár
- Mikkey Dee – dobok